# Luke, the Gladiator
Luke, the Gladiator è un cortometraggio muto del 1916 prodotto e diretto da Hal Roach. Il film - una comica interpretata da Harold Lloyd - è conosciuto anche con il titolo Lonesome Lukius, Gladiator

## Produzione
Il film fu prodotto da Hal Roach per la Rolin Films.

## Distribuzione
Distribuito dalla Pathé Exchange, il film - un cortometraggio in un rullo - uscì nelle sale cinematografiche USA il 12 novembre 1916.